# (1761) Edmondson
(1761) Edmondson es un asteroide perteneciente al cinturón de asteroides descubierto el 30 de marzo de 1952 por el equipo del Indiana Asteroid Program de la universidad de Indiana desde el observatorio Goethe Link de Brooklyn, Estados Unidos.

## Designación y nombre
Edmondson se designó inicialmente como 1952 FN.
Posteriormente fue nombrado en honor del astrónomo estadounidense Frank K. Edmondson (1912-2008).

## Características orbitales
Edmondson está situado a una distancia media del Sol de 3,175 ua, pudiendo acercarse hasta 2,435 ua y alejarse hasta 3,914 ua. Su excentricidad es 0,233 y la inclinación orbital 2,464°. Emplea 2066 días en completar una órbita alrededor del Sol.